# Moment angular

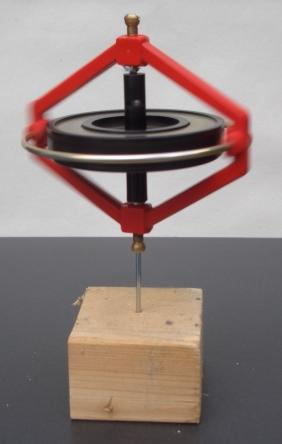
Aquest giròscop queda en posició vertical mentre gira a causa del seu moment angular

Relació entre els vectors força (F, en blau), parell (τ, en color lila), moment lineal (p, en color verd fort), i el moment angular (L, color verd clar) en un sistema de rotació

El moment angular o moment cinètic és una magnitud física important en totes les teories físiques de la mecànica, des de la mecànica clàssica a la mecànica quàntica, passant per la mecànica relativista. La seva importància en totes aquestes es deu al fet que està relacionada amb les simetries rotacionals dels sistemes físics. Sota certes condicions de simetria rotacional dels sistemes, és una magnitud que es manté constant en el temps a mesura que el sistema evoluciona, la qual cosa dona lloc a una llei de conservació coneguda com a llei de conservació del moment angular.
Aquesta magnitud té, respecte a les rotacions, un paper anàleg al moment lineal en les translacions.
També s'anomena moment cinètic, però per influència de l'anglès angular momentum avui són freqüents moment angular i altres variants com quantitat de moviment angular o ímpetu angular.

## Moment angular en mecànica clàssica
En mecànica newtoniana, el moment angular d'una massa puntual és igual al producte vectorial del vector de posició {\displaystyle {\vec {r}}}(braç) de l'objecte amb relació a la recta considerada com a eix de rotació, per la quantitat de moviment {\displaystyle {\vec {p}}}(també anomenat moment lineal o moment). Freqüentment, se'l designa amb el símbol {\displaystyle {\vec {L}}}:
{\displaystyle {\vec {L}}={\vec {r}}\times {\vec {p}}={\vec {r}}\times m{\vec {v}}}
En absència de moments de forces externs, el moment angular d'un conjunt de partícules, d'objectes o de cossos rígids es conserva. Això és vàlid tant per a partícules subatòmiques com per a galàxies.

### Moment angular d'una massa puntual

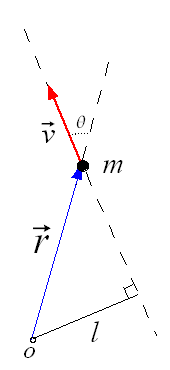
El moment angular d'una partícula respecte al punt és el producte vectorial del seu moment lineal pel vector. Aquí, el moment angular és perpendicular al dibuix i està dirigit cap al lector.

En el dibuix de la dreta, veiem una massa {\displaystyle m} que es desplaça amb una velocitat instantània {\displaystyle {\vec {v}}}. El moment angular d'aquesta partícula, respecte a la recta perpendicular al pla que conté {\displaystyle {\vec {r}}} i {\displaystyle {\vec {v}}} és, com ja s'ha escrit:
{\displaystyle {\vec {L}}={\vec {r}}\times m{\vec {v}}\,}
El vector {\displaystyle {\vec {L}}} és perpendicular al pla que conté {\displaystyle {\vec {r}}} i {\displaystyle {\vec {v}}}, per tant, és paral·lel a la recta considerada com a eix de rotació. En el cas del dibuix, el vector moment angular surt del dibuix i va cap a l'observador. Vegeu producte vectorial i regla de la mà dreta.
El mòdul del moment angular és:
{\displaystyle L=mrv\sin \theta =p\,r\sin \theta =p\,\ell \,}
És a dir, el mòdul és igual al moment lineal multiplicat pel seu braç ({\displaystyle \ell } en el dibuix), el qual és la distància entre l'eix de rotació i la recta que conté la velocitat de la partícula. Per aquesta raó, alguns designen el moment angular com el "moment del moment".

### Dependència temporal
Derivem el moment angular respecte del temps:
{\displaystyle {d{\vec {L}} \over dt}={d\  \over dt}({\vec {r}}\times {\vec {p}})=\left({d{\vec {r}} \over dt}\times {\vec {p}}\right)+\left({\vec {r}}\times {d{\vec {p}} \over dt}\right)\,}
El primer dels parèntesis és zero, ja que la derivada de {\displaystyle {\vec {r}}} respecte del temps no és altra cosa que la velocitat {\displaystyle {\vec {v}}}. I com el vector velocitat és paral·lel al vector quantitat de moviment {\displaystyle {\vec {p}}}, el producte vectorial dels dos és zero.
Ens queda el segon parèntesi:
{\displaystyle {d{\vec {L}} \over dt}={\vec {r}}\times {d \over dt}{\vec {p}}={\vec {r}}\times {d \over dt}m{\vec {v}}={\vec {r}}\times (m{\vec {a}})\,}
en què {\displaystyle {\vec {a}}} és l'acceleració. Però {\displaystyle m{\vec {a}}={\vec {F}}}, la força aplicada a la massa. I el producte vectorial de {\displaystyle {\vec {r}}} per la força és el parell o moment de força aplicat a la massa:
{\displaystyle {d{\vec {L}} \over dt}={\vec {r}}\times {\vec {F}}={\vec {\tau }}\,}
La derivada temporal del moment angular és igual al moment de força aplicat a la massa puntual.

### Moment angular d'un conjunt de partícules puntuals
El moment angular d'un conjunt de partícules és la suma dels moments angulars de cadascuna:
{\displaystyle {\vec {L}}=\sum {\vec {L}}_{i}\,}
La variació temporal és:
{\displaystyle {d{\vec {L}} \over dt}=\sum {d{\vec {L}}_{i} \over dt}=\sum {\vec {\tau }}_{i}\,}
El terme de la dreta és la suma de tots els parells produïts per totes les forces que actuen sobre les partícules. Una part d'aquestes forces pot ser d'origen extern al conjunt de partícules. Una altra part poden ser forces entre partícules. Però cada força entre partícules té la seva reacció, que és igual però de direcció oposada i col·lineal. Això vol dir que els parells produïts per cadascuna de les forces d'un parell acció-reacció són iguals i de signe contrari i que la seva suma s'anul·li. És a dir, la suma de tots els parells d'origen intern és zero i no pot fer canviar el valor del moment angular del conjunt. Només queden els moments de força externs:
{\displaystyle {d{\vec {L}} \over dt}=\sum {d{\vec {L}}_{i} \over dt}={\vec {\tau }}_{ext.}\,}
El moment angular d'un conjunt de partícules es conserva en absència de parells. Aquesta afirmació és vàlida per a qualsevol conjunt de partícules: des de nuclis atòmics fins a grups de galàxies.

### Moment angular d'un sòlid rígid
Tenim que en un sistema inercial l'equació de moviment és: 
{\displaystyle {\frac {d{\vec {L}}}{dt}}={\frac {d}{dt}}\left[\mathbf {I} (t){\vec {\omega }}(t)\right]}
en què:
- {\displaystyle {\vec {\omega }}} és la velocitat angular del sòlid.
- {\displaystyle \mathbf {I} } és el tensor d'inèrcia del cos.

Ara bé, normalment, per a un sòlid rígid el tensor d'inèrcia {\displaystyle \mathbf {I} } depèn del temps i, per tant, en el sistema inercial generalment no existeix un anàleg de la segona llei de Newton, i llevat que el cos giri al voltant d'un dels eixos principals d'inèrcia, passa que: 
{\displaystyle {d{\vec {L}} \over dt}\neq \mathbf {I} {d{\vec {\omega }} \over dt}=\mathbf {I} {\vec {\alpha }}}
En què {\displaystyle {\vec {\alpha }}} és l'acceleració angular del cos. Per això, resulta més útil plantejar les equacions de moviment en un sistema no inercial format pels eixos principals d'inèrcia del sòlid; així s'aconsegueix que {\displaystyle \mathbf {I} ={\mbox{ct.}}}, encara que llavors és necessari comptar amb les forces d'inèrcia:
{\displaystyle {d{\vec {L}} \over dt}=\mathbf {I} {d{\vec {\omega }} \over dt}+{\vec {\omega }}\times (\mathbf {I} {\vec {\omega }})}
Que resulta ser una equació no lineal a la velocitat angular.

### Conservació del moment angular clàssic
Quan la suma dels parells externs és zero {\displaystyle {\vec {\tau }}=0}, hem vist que:
{\displaystyle {d{\vec {L}} \over dt}=0\,}
Això vol dir que {\displaystyle {\vec {L}}=\mathrm {constant} }. I com que {\displaystyle {\vec {L}}} és un vector, és constant tant en mòdul com en direcció.
Considerem un objecte que pot canviar de forma. En una d'aquestes formes, el seu moment d'inèrcia és {\displaystyle \mathbf {I} _{1}} i la seva velocitat angular {\displaystyle {\vec {\omega }}_{1}}. Si l'objecte canvia de forma (sense intervenció d'un parell extern), i la nova distribució de masses fa que el seu nou moment d'inèrcia sigui {\displaystyle \mathbf {I} _{2}}, la seva velocitat angular canviarà de tal manera que:
{\displaystyle \mathbf {I} _{1}{\vec {\omega }}_{1}=\mathbf {I} _{2}{\vec {\omega }}_{2}\,}
En alguns casos, el moment d'inèrcia es pot considerar un escalar. Llavors, la direcció del vector velocitat angular no canviarà. Només canviarà la velocitat de rotació.
Hi ha molts fenòmens en els quals la conservació del moment angular té molta importància. Per exemple:
- En totes les arts i els esports en els quals es fan voltes, piruetes, etc. Per exemple, per fer una pirueta, un ballarí o un patinador prenen impuls amb els braços i una cama estesa de manera que augmentin els seus moments d'inèrcia al voltant de la vertical. Després, tancant els braços i la cama, disminueixen els seus moments d'inèrcia, la qual cosa augmenta la velocitat de rotació. Per acabar la pirueta, l'extensió dels braços i una cama permet de disminuir la velocitat de rotació. El mateix per al salt de plataforma o el trampolí.
- Per a controlar l'orientació angular d'un satèl·lit o sonda espacial. Com es pot considerar que els parells externs són zero, el moment angular i, després, l'orientació del satèl·lit no canvien. Per canviar aquesta orientació, un motor elèctric fa girar un volant d'inèrcia. Per conservar el moment angular, el satèl·lit es posa a girar en el sentit oposat. Un cop en la bona orientació, n'hi ha prou amb aturar el volant d'inèrcia, la qual cosa para el satèl·lit. També s'utilitza el volant d'inèrcia per a aturar les petites rotacions provocades pels petits parells inevitables, com el produït pel vent solar.
- Algunes estrelles es contrauen i es converteixen en púlsars (estrella de neutrons). El seu diàmetre disminueix fins a uns quilòmetres, el seu moment d'inèrcia disminueix i la seva velocitat de rotació augmenta enormement. S'han detectat púlsars amb períodes rotació de tan sols uns mil·lisegons.
- A causa de les marees, la Lluna exerceix un parell sobre la Terra. Aquest disminueix el moment angular de la Terra i, a causa de la conservació del moment angular, el de la Lluna augmenta. En conseqüència, la Lluna augmenta la seva energia allunyant-se de la Terra i disminuint la seva velocitat de rotació (però augmentant el seu moment angular). La Lluna s'allunya i els dies i els mesos lunars s'allarguen.

## Moment cinètic en mecànica relativista
A mecànica newtoniana el moment cinètic és un pseudovector o vector axial, per la qual cosa en mecànica relativista ha de ser tractat com el dual de Hodge de les components espacials d'un tensor antisimètric. Una representació del moment cinètic en la teoria especial de la relativitat és per tant com quadritensor antisimètric:

{\displaystyle \mathbf {L} ={\begin{pmatrix}0&ctp_{x}-Ex/c&ctp_{y}-Ey/c&ctp_{z}-Ez/c\\Ex/c-ctp_{x}&0&xp_{y}-yp_{x}&xp_{z}-zp_{x}\\Ey/c-ctp_{y}&yp_{x}-xp_{y}&0&yp_{z}-zp_{y}\\Ez/c-ctp_{z}&zp_{x}-xp_{z}&zp_{y}-yp_{z}&0\end{pmatrix}}={\begin{pmatrix}0&r_{x}&r_{y}&r_{z}\\-r_{x}&0&L_{z}&-L_{y}\\-r_{y}&-L_{z}&0&L_{x}\\-r_{z}&L_{y}&-L_{x}&0\end{pmatrix}}}

Es pot veure que els 3 components espacials formen el moment cinètic de la mecànica newtoniana {\displaystyle \mathbf {L} =(L_{x},L_{y},L_{z})} i la resta de components {\displaystyle (r_{x},r_{y},r_{z})\,} descriuen el moviment del centre de masses relativista.

## Moment cinètic en mecànica quàntica
En mecànica quàntica el moment cinètic és un conjunt de tres operadors per als quals hi ha un conjunt d'estats linealment independents {\displaystyle |\alpha ,\beta \rangle } que satisfà:

{\displaystyle {\hat {\mathbf {A} }}^{2}|\alpha ,\beta \rangle ={\hbar }^{2}\alpha (\alpha +1)|\alpha ,\beta \rangle \qquad ;\qquad {\hat {A}}_{3}|\alpha ,\beta \rangle =\hbar \beta |\alpha ,\beta \rangle }

I que a més satisfan les següents relacions de commutació canòniques:

{\displaystyle [{\hat {A}}_{i},{\hat {A}}_{j}]=i\hbar \epsilon _{ijk}{\hat {A}}_{k},\qquad \left[{\hat {A}}_{i},{\hat {\mathbf {A} }}^{2}\right]=0}

on
{\displaystyle \epsilon _{ijk}} és el símbol de Levi-Civita i
{\displaystyle {\hat {\mathbf {A} }}^{2}:={\hat {A}}_{x}^{2}+{\hat {A}}_{y}^{2}+{\hat {A}}_{z}^{2}}
Aquestes relacions de commutació garanteixen que aquests operadors constitueixen una representació del àlgebra de Lie su(2) (que està relacionada, amb el grup recobridor universal del grup de rotacions tridimensional).
Per exemple el moment cinètic orbital {\displaystyle \mathbf {L} }, l'espín {\displaystyle \mathbf {S} } (o moment cinètic intrínsec), l'isospí {\displaystyle \mathbf {I} }, el moment cinètic total {\displaystyle \mathbf {J} }, etc.

### Moment cinètic orbital
El moment cinètic orbital, tal com el que té un sistema de dues partícules que gira una al voltant de l'altra, es pot transformar a un operador {\displaystyle {\hat {L}}} mitjançant la seva expressió clàssica:

{\displaystyle \mathbf {\hat {L}} =-i\hbar \left(\mathbf {r} \times {\boldsymbol {\nabla }}\right)}

 sent {\displaystyle \mathbf {r} } la distància que les separa.
Usant coordenades cartesianes les tres components del moment cinètic s'expressen en l'espai de Hilbert usual per a les funcions d'ona, {\displaystyle L^{2}(\mathbb {R} ^{3})}, com:

{\displaystyle {\hat {L}}_{x}=-i\hbar \left(y{\frac {\partial }{\partial z}}-z{\frac {\partial }{\partial y}}\right)\qquad {\hat {L}}_{y}=-i\hbar \left(z{\frac {\partial }{\partial x}}-x{\frac {\partial }{\partial z}}\right)\qquad {\hat {L}}_{z}=-i\hbar \left(x{\frac {\partial }{\partial y}}-y{\frac {\partial }{\partial x}}\right)}

En canvi a coordenades angulars esfèriques el quadrat del moment cinètic i la component Z s'expressen com:

{\displaystyle \ {\hat {L}}^{2}=-\hbar ^{2}\left[{\frac {1}{\sin \theta }}{\frac {\partial }{\partial \theta }}\left(\sin \theta {\frac {\partial }{\partial \theta }}\right)+{\frac {1}{\sin ^{2}\theta }}{\frac {\partial ^{2}}{\partial \varphi ^{2}}}\right]\qquad {\hat {L}}_{z}=-i\hbar \left({\frac {\partial }{\partial \varphi }}\right)}

Els vectors propis o estats propis del moment cinètic orbital depenen de dos nombres quàntics sencers {\displaystyle l} i {\displaystyle m}, es designen com {\displaystyle |l,m\rangle } i satisfan les relacions:

{\displaystyle {\hat {L}}^{2}|l,m\rangle ={\hbar }^{2}l(l+1)|l,m\rangle \qquad {\hat {L}}_{z}|l,m\rangle =\hbar m|l,m\rangle }

Aquests vectors propis expressats en termes de les coordenades angulars esfèriques són els anomenats harmònics esfèrics Yl, m(θ,φ), que es construeixen a partir dels polinomis de Legendre:

{\displaystyle \langle \theta ,\phi |l,m\rangle =Y_{l,m}(\theta ,\varphi )\qquad Y_{l,m}(\theta ,\varphi )=N\,e^{im\varphi }\,P_{l}^{m}(\cos {\theta })}

Tenen especial importància per ser la component angular dels orbitals atòmics.

### Conservació del moment cinètic quàntic
És important notar que si el hamiltonià no depèn de les variables angulars, com succeeix per exemple a problemes amb potencial de simetria esfèrica llavors totes les components del moment cinètic commuten amb l'hamiltonià:

{\displaystyle \left[{\hat {L}}_{i},H\right]=0}

i, com a conseqüència, el quadrat del moment cinètic també commuta amb el Hamiltonià:

{\displaystyle \left[{\hat {L}}^{2},H\right]=0}.

I tenim que el moment cinètic es conserva, això significa que al llarg de l'evolució en el temps del sistema quàntic la distribució de probabilitat dels valors del moment cinètic no variarà. Observeu, però que com les components del moment cinètic no commuten entre si no es poden definir simultàniament. No obstant això, sí que es poden definir simultàniament el quadrat del moment cinètic i un dels seus components (habitualment es tria la component Z). En particular si tenim estats quàntics de moment ben definits aquests continuaran sent estats quàntics de moment ben definits amb els mateixos valors dels números quàntics {\displaystyle l} i {\displaystyle m}.